# Lisa Fittko
Lisa Fittko, née Elizabeth Eckstein est une résistante, écrivain, militante socialiste, née le 23 août 1909 à Oujhorod (Autriche-Hongrie) et morte le 12 mars 2005 à Chicago (États-Unis).
Elle est l'auteur de deux mémoires sur la guerre en Europe et est également connue pour sa brève rencontre avec le philosophe et critique allemand Walter Benjamin, peu avant sa mort en 1940.

## Jeunesse
Lisa Fittko est originaire d'une famille juive germanophone de Ruthénie. Elle passe son enfance à Vienne (Autriche), puis à Berlin (Allemagne). Devenue une militante anti-nazie très engagée, elle dut fuir pour Prague en 1933, où elle rencontre Hans Fittko, journaliste allemand de gauche, qu'elle épouse.

## Seconde Guerre mondiale

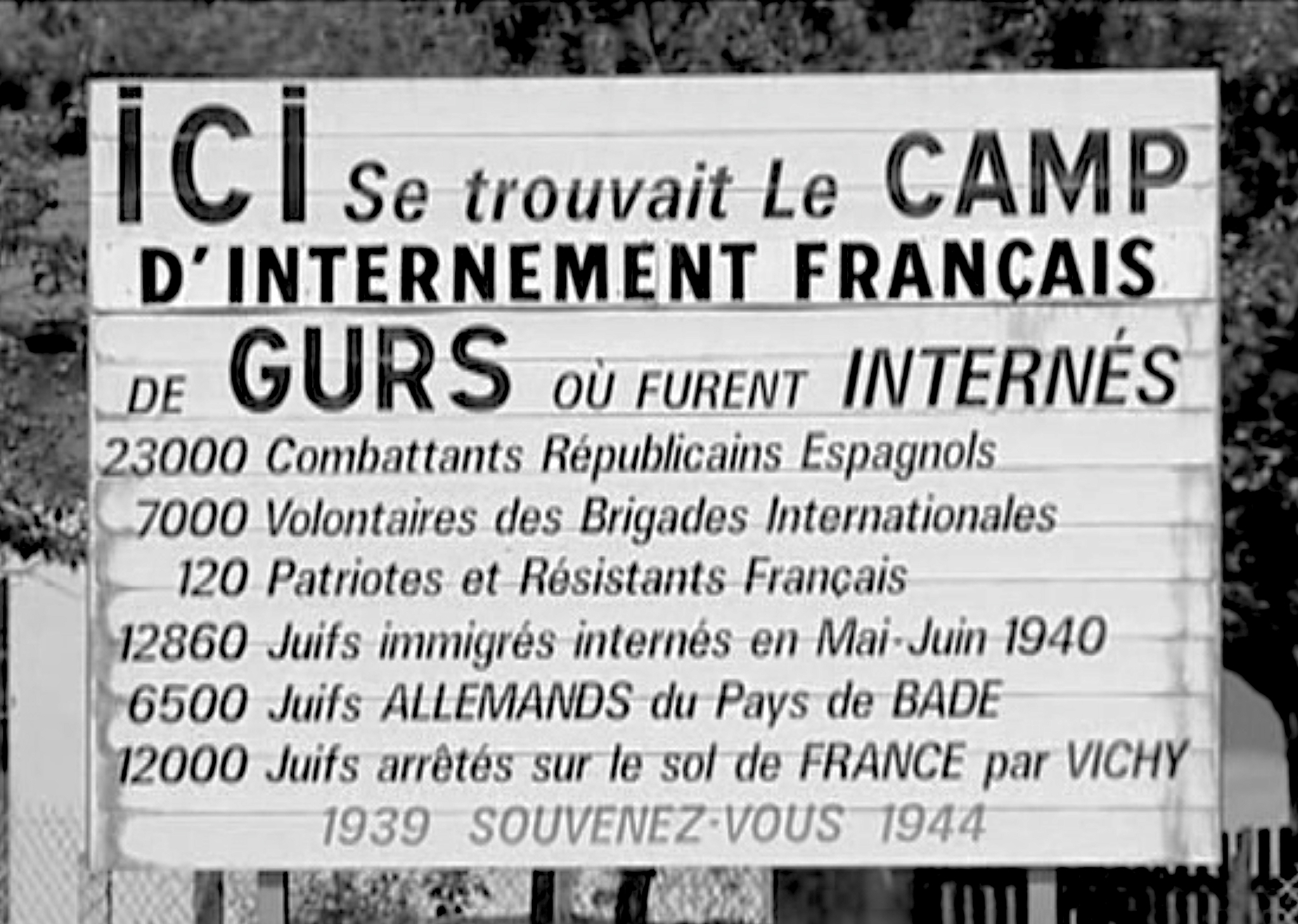
Camp de Gurs, panneau mémoriel, 1980.

Fuyant successivement la Tchécoslovaquie, la Suisse, les Pays-Bas, le couple arrive à Paris en septembre 1939. Lisa Fittko est victime de la rafle des femmes indésirables le 15 mai 1940. Elle est envoyée au camp de Gurs, et a l'occasion d'y aider son amie Hannah Arendt. Elle s'en échappe en juin pour se réfugier à Marseille et y retrouver son mari.

Cherchant à fuir pour l'Espagne, elle se rendit à Banyuls-sur-Mer et contribua à créer, à la demande de Varian Fry, la filière « F » (pour Fittko), réseau de passage vers l'Espagne qui fonctionna avec succès jusqu'au printemps 1941, permettant de sauver plusieurs centaines de personnes. Le premier bénéficiaire fut le philosophe Walter Benjamin qui arriva ainsi sans encombre jusqu'à Portbou, où malheureusement il se suicida. Elle s'installe aux États-Unis en 1948.
Ses mémoires, rédigées en allemand, ont été traduites en français, en anglais, en espagnol, en portugais, en italien et en japonais. En 1998, un film documentaire Lisa Fittko: But We Said We Will Not Surrender lui a été consacré, et elle a inspiré plusieurs personnages de pièces de théâtre, ainsi que l'héroïne du roman Benjamin's Crossing, en référence à Walter Benjamin.

### Œuvres de Lisa Fittko
- (de) Lisa Fittko (trad. Léa Marcou), Le Chemin des Pyrénées : souvenirs 1940-41, M. Sell, 1987
- (de) Lisa Fittko, Solidarität unerwünscht : meine Flucht durch Europa, C. Hanser, 1992
- Le chemin Walter Benjamin. souvenirs 1940-1941 (Mein Weg über die Pyrenäen), traduit de l’allemand par Léa Marcou, préface d’Edwy Plenel, Paris, 2020, Seuil, « La librairie du XXIe siècle », 384 p.
- Ma Fuite : à travers l'Europe (1933-1940), traduit de l'allemand par Christian Lutz, SAMSA éditions, 2022, 220 p.